# Всесвітня Ліга Культури
Всесвітня Ліга Культури (англ. World League of Culture), повна юридична назва — «Всесвітня Ліга Культури і Всесвітня Рада Культури» (англ. "World League of Culture and World Council of Culture, Inc".) — міжнародна організація, створена в 1931 році у США за ініціативою М. К. Реріха і О. І. Реріх з метою просування культурних ініціатив. Одним із завдань Ліги була підтримка прийняття міжнародного Договору щодо охорони художніх і наукових установ і історичних пам'ятників (Пакту Реріха) і подальше просування ідей Пакту. Фактично припинила роботу в 40-х роках ХХ століття.

## Історія створення Ліги Культури
У 1931 році М. К. Реріх і О. І. Реріх озвучили ідею створення Всесвітньої Ліги Культури.

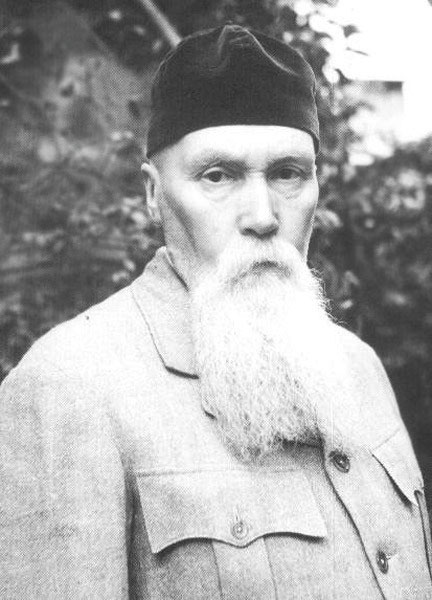
Микола Реріх
Ініціатор і президент Ліги Культури

«Так, я бачу, як в недалекому майбутньому буде засновано Лігу Культури, до якої увійдуть усі кращі представники думки, знання і творчості і де жінка скаже своє слово, і ця Ліга Культури збиратиметься під Прапором Миру. Ліга Культури змінить мертву Лігу Націй. Події в Іспанії ще раз наочно показали світу, наскільки своєчасна ідея Знамена Миру! Нові події йдуть і змусять замислитися супротивників Культури»

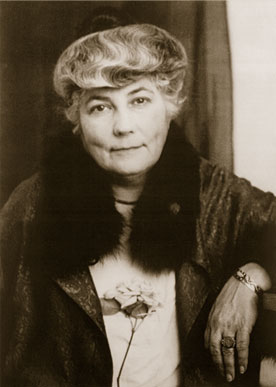
Олена Реріх
Ініціатор створення Ліги Культури

«Майбутня Ліга Культури явить своє слово і затвердить рівновагу світу, але, звичайно, зараз ще рано говорити про Лігу (хоча вона вже незримо існує), бо спочатку треба затвердити самий Прапор Культури. Люди повинні перейнятися значенням цінностей творчості Духу і навчитися шанувати щонайменший прояв його»
«М. К. Реріх засновує Всесвітню Лігу Культури, усеосяжний співробітницький союз, де об'єдналися б усі культурні, наукові і художні товариства і установи кожного народу, а також і окремих осіб, працюючих в межах культурних шляхів, не втрачаючи, звичайно, при цьому об'єднанні своїх індивідуальних цілей і свободи розвитку».
Всесвітня Ліга Культури готувала ґрунт для прийняття міжнародного Договору про охорону художніх і наукових установ і історичних пам'яток (Пакту Реріха), який у свою чергу, був покликаний створити міцну правову основу для ефективної діяльності Всесвітньої Ліги Культури в країнах, що підписали цей Договір.
12 січня 1931 року датується первинний меморандум «Всесвітня Ліга Культури», підписаний М. К. Реріхом, О. І. Реріх, Ю. М. Реріхом, С. М. Реріхом, Луїсом Л. Хоршем, Катрін С. Кемпбелл, Нетті С. Хорш, Оленою Зейдель (Mrs. Helen Seidel), Естер Дж. Ліхтман, Дж. Ерл Шреком (Mr. J. Earl Schrack), З. Г. Ліхтман (надалі — Фосдік), Бертою Кунц-Бейкер (Mrs. Bertha Kunz — Baker), M. M. Ліхтманом, Френсіс Р. Грант. Ці ж особи стали першими 14 членами Ради Директорів Ліги.
23 грудня 1931 року в Нью-Йорку було видано «Посвідчення реєстрації». 30 грудня 1931 року реєстрацію затвердив Верховний суддя штату Нью-Йорк Ернест Е. Л. Хаммер.
1-і Збори Всесвітньої Ліги Культури відбулися 16 червня 1932 року в Майстер Білдинг в Нью-Йорку, в приміщеннях Музею Миколи Реріха. На цих зборах був оголошений фрагмент вітання М. К. Реріха Другій Міжнародній конференції Пакту і Знамена миру в Брюгге, в якому художник виразив упевненість, що бельгійська конференція «започаткує істинну Лігу Культури».

### Знак Ліги Культури
Як знак Ліги Культури було обрано знак Знамена миру — золотом на пурпурі, який мав теж значення, що й саме Знамено миру.

### Відділення Ліги Культури
Ліга Культури замислювалася як широка міжнародна організація з власною Радою Ліги у кожній з країн і загальною Центральною Радою.
До моменту реєстрації Ліги в грудні 1931 року була сформовано Американське Відділення Всесвітньої Ліги Культури, співробітники якого затвердили основний правовий документ, що складається з 7 вводних статей Статуту і 10 статей Конституції. Таким чином, Американське Відділення стало першою офіційно працюючою структурою у рамках Ліги. На момент утворення Відділення воно включало понад 30 чоловік. Президентом відділення був обраний Т. Шнейдер. Верховним президентом Ліги був обраний М. К. Реріх.
У 1932 році в Парижі було утворено групу Ліги Культури під головуванням П. Шабаса.
Не пізніше 1933 роки було створено Гімалайське Відділення Ліги, до якого входили головні засновники -М. К. Реріх, О. І. Реріх, Ю. М. Реріх, С. М. Реріх, а також В. А. Шибаєв (як секретар).
У 1934 році Відділення Ліги було організоване в Латвії.

## Програма і Статут Ліги Культури
На момент реєстрації Ліга, на прикладі конституції Американського відділення Ліги, проголошувала наступні цілі:
- поширення реріховської ідеї «Світ через Культуру» в усіх країнах;
- просування вчення Реріхів про Культуру у світі;
- охорону культурних скарбів людства і їх каталогізацію;
- захист громадських організацій, освітніх, наукових, релігійних, художніх і інших інститутів, що входять в Лігу Культури або співпрацюють з нею;
- інформування про роботу Всесвітньої Ліги Культури через ЗМІ.

Статут Ліги включав сім пунктів:
1. Всесвітня Ліга Культури є кооперативне об'єднання наукових, художніх, промислових, фінансових і інших установ, товариств і осіб, працюючих в межах культурних шляхів.
2. Організації, товариства і інші колективи вступають в Лігу на автономних началах, не втрачаючи ні своєї індивідуальності, ні найменування, але для взаємодопомоги в різних сферах спілкування.
3. Усі організації, що вступили в Лігу, посилають свого обраного представника в Раду Ліги. Такі Ради є у кожній країні і можуть, у разі потреби, виділяти зі свого складу комісії із спеціальних питань.
4. Голови відділів Ліги утворюють Верховну Раду, під головуванням Верховного Президента. Представники відділів зносяться або через Верховного Президента, або безпосередньо, надсилаючи копію знесення в секретаріат Верховного Президента.
5. Для обговорення питань загального значення можуть бути скликані загальні або часткові конференції, на які можуть бути запрошені, по постанові місцевої Ради, також установи і особи, що не увійшли до Ліги, але які можуть сприяти справі Культури своїми знаннями.
6. Виступи Ліги можуть бути або абсолютно самостійні, або в співпраці з однією з установ, що увійшли до Ліги. У останньому випадку в оголошеннях поміщаються кооперативно обидві діючі установи. В усякому разі, Ліга є початок сприяючий, але в жодному разі не перешкоджаючий і не утруднюючий.
7. Верховна Рада Ліги або збирається на запрошення Президента, або члени її зносяться між собою (за дальністю відстаней) письмово про усі заходи, в ім'я і на процвітання Культури, як основи людського прогресу.

Передбачалося, що Ліга складатиметься з десяти тематичних секцій: світу, духовного вдосконалення, науки, мистецтва, материнства і виховання, ремесел і праці, кооперації і промисловості, охорони і безпеки, землеустрою і будівництва, охорони здоров'я.

### Послання до Ліги Культури
Основні принципи роботи Ліги були сформульовані М. К. Реріхом у семи Посланнях Президента учасникам Ліги в 1932—1933 роках.
- I Посланням став нарис «Всесвітня Ліга Культури», написаний 24 липня 1932 р. у Гімалаях.
- II Послання — «Вітання Всесвітній Лізі Культури» — було оголошено Френсіс Грант на II-х Зборах Ліги. Послання датоване 1 вересня 1932 р.
- III Послання «До Всесвітньої Ліги Культури» написане також у Гімалаях і відноситься до листопада 1932 р.
- IV Послання — «До Американської секції Всесвітньої Ліги Культури! Вітання»!. Написано в Кулу 20 грудня 1932 р.
- V Послання — це стаття «Град світлий», відома по книзі «Твердиня полум'яна» (1933 р.).
- VI Послання — це стаття «Біль планети», написана у Гімалаях 24 березня 1933 р.
- VII Послання до Ліги — це есе «Учительство», датоване квітнем 1933 р. Інститут гімалайських досліджень «Урусваті».

## Ліга Культури сьогодні
Після Другої Світової війни діяльність Ліги фактично припинилася, але основні ідеї Ліги були продовжені комітетами Пакту Реріха і Знамена миру, які були засновані в Італії, Бельгії, Швейцарії, Франції, Англії, Португалії, Аргентини, Бразилії, Колумбії, Уругваю, Болівії і на Кубі.
Ґрунтуючись на документах Ліги, можна виділити сім тез про можливу роль і місце Всесвітньої Ліги Культури у сучасному світі:
1. У сфері світового розвитку. Ліга як координуючий і стратегічний орган планування розвитку і руху людського співтовариства шляхом Культури — Етики — Творчості, передбачає дбайливе ставлення людей до природного і культурного надбання світу.
2. У сфері глобальної політики. Ліга є урівноважуючим початком і організаційною основою стабільного світу.
3. У соціально-економічній сфері. На зміну так званій екологічній експертизі суспільно-значимих проектів повинна прийти глибша системна експертиза під егідою Відділень Ліги, що включає екологічний, культурологічний і інші не менш важливі аспекти.
4. У сфері творчості. Заохочення Лігою наукової, художньої і іншої суспільно-значимої творчості через скоординовану систему спеціально освічених громадських інститутів підтримки науки, освіти, мистецтва і культури в широкому сенсі.
5. У сфері культурного і цивільного будівництва. Активізація громадських сил для вирішення насущних завдань, що стоять перед суспільством. Розширення простору громадської ініціативи на шляхах Культури, що, зокрема, приведе і до зростання зайнятості населення у суспільно-значимій праці.
6. У сфері етнокультурних зв'язків. Гармонізація і взаємозбагачення культурних традицій різних народів і етнічних груп на основі систематичних міжкультурних обмінів.
7. У сфері ідеології. Підвищення ролі моральних чинників і етики у свідомості, житті і діяльності людей, у відносинах між державами, культурами, релігіями, у людському спілкуванні.

## Ресурси Інтернету
- Міжнародна Ліга захисту Культури. Санкт-Петербурзьке відділення
- Міжнародна Ліга захисту Культури. Пермське відділення [Архівовано 3 жовтня 2016 у Wayback Machine.]
- Міжнародна Ліга захисту Культури. Уральське відділення